# قلعه نو شعب‌جره
دژ هشت برج ( کهنه) شعب‌جره یادگار دوره صفوی است و در شهرستان کوهبنان، بخش طغرل‌جرد، دهستان شعب جره، روستای شعب‌جره است که در تاریخ ۲۷ اسفند ۱۳۸۷ با شماره ی ثبت ۲۶۲۴۷ در فهرست آثار ملی ایران به ثبت رسیده است. واژه ی شعب در این نام جغرافیایی بیشتر به معنی دره یا محل جریان رود به کار رفته است.